# 유방암
유방암(乳房癌, 영어: breast cancer, 문화어: 젖암)은 유방에 발생하는 모든 악성 종양을 통틀어 말한다. 유방암은 유방에 비정상적인 세포 조직이 계속 자라면서 다른 장기에 퍼지는 치명적인 병이다.
남성도 유방암에 걸릴 수 있다. 남성이 여성보다 유방암에 걸리면 더 위험하다.

## 원인
유방암은 모든 암 중에서 가장 연구가 많이 된 편임에도 환경적 요인과 유전적 요인 두 가지에 의해 발생한다는 명확하지 않은 지식만이 있으며, 아직 유방암 발생의 원인에 관해서는 아직 확립된 정설은 없다. 다만 여러 연구 결과를 통해 몇 가지 요인들이 높은 상관관계를 보이고 있고 그 중 여성 호르몬인 에스트로겐이 발암과정에 중요한 역할을 한다는 데 의견 일치를 보고 있다.
유방세포는 에스트로겐의 자극에 의하여 증식-분화하므로 결국 한 개인에게 있어서 유방암 발생위험은 일생동안 에스트로겐에 노출되는 총 기간에 의해 결정될 것으로 생각되고 있다. 즉, 에스트로겐에 노출되는 기간이 길면 길수록 유방암의 발생이 증가한다는 것이다.
그 외에도 과도한 영양 및 지방 섭취, 유전적 요인, 비만, 장기간의 피임약 복용, 여성 호르몬제의 장기간 투여 등도 원인으로 생각하고 있다. 유방암은 특히 유전적 요인이 잘 밝혀진 암의 하나로 전체 유방암 환자의 5~10%는 가족성 유방암이다. BRCA1, BRCA2, p53 유전자의 변이는 유방암을 초래 할 수 있는 것으로 잘 알려져 있다.
2009년 12월에는 미국에서 유방암의 결정적인 원인이 브래지어착용이라는 연구 결과가 나오기도 하였다. 가슴을 받쳐주고 모아주는 금속 와이어가 노폐물 배출에 중요한 역할을 하는 림프액의 흐름을 막기 때문에 브래지어를 24시간 착용한 여성의 유방암 발병률이 전혀 착용하지 않는 여성보다 125배나 높다는 것이다.
하지만, 해당 연구는 유방암의 여러 위험인자를 전혀 고려하지 않았고, 전문 학술지가 아닌 곳에 실린 글로써, 그 위험성이 크게 과장된 것으로 볼 수 있으며, 현재까지 과학적으로 받아들여질 만한 연관성은 없다.

## 위험인자
유방암의 발생 원인을 추측하게 하는 위험인자들이 알려지고 있다. 가족 중에서 부모나 형제, 딸이 유방암을 앓는 경우 자신이 유방암이 걸릴 위험도는 1.7배로 증가하며, 특히 폐경 이전에 발생한 유방암일 경우 2.4배로 증가(가족 중 2명 이상이 양측 유방암이면 9배로 증가)한다.
외국의 보고에 따르면 유방암 환자의 약 10%가 유방암 유전자(BRCA-1과 BRCA-2)를 지닌 유전성 유방암이다. 이 유방암 유전자를 지난 사람은 50세 이전에 60%에서, 70세까지 85%에서 유방암이 발생하며, 70세까지 65%에서 난소암도 동시에 발생할 수 있다. 또한 생식 호르몬이 장기간 활성화되면 유관 상피세포의 발암성 돌연변이로 인하여 유방암이 발생할 수 있는데, 특히 초경이 빠르거나(12세 이전), 폐경이 늦거나(55세 이후 2배), 아이를 낳지 않은 여성, 30대 이후에 첫 임신을 한 여성, 수유력이 없는 폐경 전 여성, 10년 이상 피임약을 복용한 여성, 폐경기에 발생하는 안면홍조를 치료하거나 골다공증이나 심장질환을 예방하기 위해 호르몬 보충요법을 10년 이상 최근까지 받고 있는 여성에서 위험하다.
그밖에 환경요인으로서 음주, 고지방 식사(특히 옥수수 기름이나 마가린 등의 다불포화지방과 쇠고기의 포화지방), 폐경 후 여성의 체중 과다, 방사선 노출 등도 관련된다. 유방암, 자궁내막암, 난소암 또는 대장암의 병력이 있었거나, 유방 양성질환의 과거력이 있을 때도 발생 위험이 있다.
유방암의 호발연령은 일반적으로 유방 양성질환보다 높으며, 평균 연령이 한국여성의 경우 45세이고 미국여성은 55세로 10년 차이가 있지만, 발생빈도가 나이가 많을수록 증가한다.

## 증상
유방암의 초기 단계에서는 대체로 증상이 없다. 암이 진행되어 유방에서 만져질 정도가 되려면 최소 1cm 이상이 되어야 하고 이때는 병이 많이 진행된 상태이다. 그 외에 유방 피부가 두꺼워지거나 유방의 크기나 모양이 변할 수도 있으며, 피부의 색깔이나 감각이 변하거나 유두에서 분비물이 나올 수도 있다.
멍울은 유방암의 가장 많은 증상으로 유방의 조직에서 비정상적인 혹이 자라는 것을 의미한다. 유방은 부위에 따라 단단하거나 부드럽게 만져질 수 있는데 단단한 부위를 멍울이라고 생각하는 경우가 많으며, 또 반대로 혹이 생겼는데도 유방조직으로 생각하여 병이 진행된 상태에 발견되기도 한다. 그러나 유방암은 단단한 조직이 새롭게 생겨서 자라는 종양이므로 단단하던 부위에서 더욱 두드러진 곳이 만져지거나 부드럽던 부위에서 단단한 부위가 생길 경우에 종양을 의심을 할 수가 있다. 유방암의 멍울은 대개 통증이 없어서 방치되는 경우가 많다. 멍울이 커지게 되면 외부에서 보이거나 이차적인 유방의 피부나 유두의 변형을 가져오기도 한다.
유두 분비는 유두에서 비정상적인 분비물이 나오는 것을 의미한다. 그러나 호르몬의 이상 이나 약물 복용 등으로 분비물이 나오는 경우도 있다. 종양이 유관을 침범하거나 유관에서 시작한 암인 경우 분비물이 나올 수 있는데 대부분 비정상적인 유두 분비의 5~10%만이 유방암과 관련이 있고 나머지는 암이 아닌 양성 종양이거나 유관 확장증과 같은 유방 질환이다. 암과 관련 있는 분비물은 양쪽보다는 한쪽에서 주로 나오며, 한쪽의 유두에서도 여러 개의 유관보다는 특정 한 개의 유관에서 나오는 경우가 대부분이다. 분비물의 양상은 맑은 물이나 우유 빛이 아니라 약간 노란 색깔과 피일 경우가 암과 관련이 많다.
유방암이 발병되었을 때는 유방의 굴곡변화, 유두 및 피부의 함몰과 피부의 습진 등이 나타난다. 유방에서 유방암이 크게 자라는 경우, 종양이 밖으로 두드러져 보여 기존의 유방 모양이 변형되기도 한다. 때로는 주변조직을 파고들며 자라는 특징 때문에 피부를 지지하는 섬유인대를 침범하여 피부를 더욱 안으로 당기거나 탄력성을 잃게 만들어 종양이 있는 부위 근처의 피부가 보조개처럼 들어가기도 한다. 이러한 변화는 상체를 숙이거나, 유방을 만져보면 더욱 두드러질 수 있다. 유관이 끝나는 유두에도 이런 변화가 나타나서 암이 있는 쪽으로 유두를 끌어당기거나 유방에서 피부의 습진과 같은 모습을 보일 경우가 있는데 이는 주로 유두와 유륜에서 보인다. 또한 유방암이 진행되는 경우 피부를 침범하여 피부가 두꺼워지고 발적이 생기며 피부가 벗겨지기도 한다.

## 종류
유방암의 종류는 암 중에서도 가장 다양한 종류를 나타내는 암 중 하나이다. 즉, 약 15가지 이상의 많은 종류의 유방암이 있다. 유방암은 발생부위에 따라 유관과 유엽의 상피에서 생기는 암과 기질에서 생기는 암으로 크게 두 가지로 나룰 수 있으며, 유관과 유엽에서 생긴 암이 대부분이고, 기질에서 생긴 암은 드물게 나타난다.
유관과 유엽에서 발생한 암은 암세포의 침윤 정도에 따라 침윤성 유방암과 비침윤성 유방암으로 나눌 수 있고 이 중에서 대부분을 차지하는 것이 침윤성 관암종으로 전체 유방암의 90% 정도를 차지하고 있다.
그 외에 침윤성 소엽암종, 수질성 암종, 관상 암종, 점액성 암종, 유두상 암종, 화생성 암종, 아포크린 암종, 선양낭성 암종, 분비성 암종, 젖꼭지의 파제트병, 악성엽상종양 등이 있다.

## 예방
유방암과 관련성이 확립된 식이 요인은 별로 없다. 고지방식이에 대해서 매우 많은 연구가 진행되었지만 실제 총 지방섭취량이 높은 것이 유방암 발생률을 높인다는 결과는 잘 나오지 않는다. 다만, 동물성지방이나 포화지방산을 많이 섭취할 경우 젊은 여성에서의 유방암 위험도를 경미하게 높일 가능성은 있다. 그밖에 고기를 많이 먹는 것, 과일-채소를 많이 먹는 것, 비타민 류를 많이 먹는 것, 섬유소를 많이 먹는 것, 두부-콩을 많이 먹는 것 모두 현재로써는 유방암과 별로 관련성이 없다. 채식주의를 선택한다고 해서 유방암에 효과가 있다는 증거는 없다.
최근 코호트 연구 결과들에 따르면 혈당을 쉽게 올리는 식품들(고 글라이세믹 인덱스 식품들; 쌀밥, 감자 등)이 유방암 위험도도 높인다거나, 베타-카로틴, 엽산 등의 미량영양소와 저지방 우유 등 식품이 유방암 위험도를 낮춘다는 결과들이 있지만, 아직은 연구된 수가 너무 적어 앞으로 연구 결과가 더 많이 나와야 확실한 결론을 내릴 수 있을 것이다.
유방암 예방을 위해 먼저 실천할 사항은 체중증가가 심하게 일어나지 않도록 조심하는 일, 지나친 음주를 삼가는 일(하루 평균 소주 1-2잔 이하), 평소 꾸준히 운동하기(중등도 이상 강도로 하루 평균 30분 이상) 등이다.

## 검사
대부분의 유방암 검사는 유방촬영술, 유방초음파로 진행되며 유방암이 의심될 경우에는 유방조직검사를 진행한다.
10~30대에서는 유방촬영술은 위험이 따르기 때문에 선호되지 않고 유방초음파를 중심으로 진행된다.
최근 서울대학교 의과대학 종양면역의과연구센터(TIMRC) 공동개발된 아이파인더 스마트 암검사는 소량의 혈액채취로 진단 전 간편하게 유방암검사를 할 수 있다.

## 발생률과 사망률
대한민국 여성의 1999-2002년에 연평균 암발생자수는 46,476건이었는데, 가장 많이 발생한 암은 남자와 마찬가지로 위암으로 전체의 16.1%를 차지하였으며, 뒤를 이어 유방암(14.2%), 대장암(10.6%), 자궁경부암(9.5%), 폐암(7.9%)의 순이었다.
2005년에 대한민국에서 암으로 사망한 여자는 총 24,104명, 인구 10만명당 100.9명으로 전체 사망자의 21.9%가 암으로 사망하였는데, 가장 사망이 많은 암종은 위암으로 인구 10만명당 15.7명(15.8%) 이었으며, 다음으로 폐암 15.0명(15.1%), 대장암 11.2명(11.5%), 간암 11.1명(11.2%), 유방암(6.2%) 순 이었다.

## 영양과 식이관리
유방암으로 진단 받으면 치료 전부터 치료 후까지 좋은 영양 상태를 유지하는 것이 중요하다.
유방암에 대한 항암화학요법 또는 방사선 치료는 인체 내에서 급속히 자라는 암세포를 소멸시키기 위한 것이지만, 정상 조직에도 손상을 줄 수도 있다. 따라서 위장관이 손상을 받았을 때 생기는 식욕부진, 체중의 변화, 인후부의 불편감, 목마름증, 치아 또는 잇몸의 이상, 음식 맛의 변화, 오심, 구토, 변비, 피로감 등의 부작용은 사용한 약제 등에 따라 기간의 차이는 있지만 대부분 치료가 완료되면 저절로 회복된다.
가장 흔히 나타나는 증상인 메스꺼움이나 구토가 있을 때 또는 이러한 증상들의 예방을 위해서 의사들은 항구토제를 처방하기도 한다. 이와 더불어 식사를 소량 여러 번에 나누어 먹고, 항암제 투어 3~4시간 전에는 식사를 하지 않는 섭생법을 통해서도 증상을 어느 정도 개선할 수 있다.

## 수술
수술이 필요한 경우 유방 절제술을 받는다. 성형으로 유방재건을 받는다.

## 같이 보기
- 핑크리본